# Меж двух разбойников
Меж двух разбойников — выражение, описывающее характер смерти Иисуса Христа, крест которого, согласно сообщениям Евангелий, был воздвигнут между распятиями преступников Дисмаса и Гестаса, получивших прозвание Благоразумного и Безумного разбойников.
В переносном значении — человек, оказавшийся в позорящей его ситуации (компании), но при этом сохраняющий свои добрые качества, например, несправедливо осуждённый в тюрьму.

## Тексты

### Евангельское описание
Евангелисты, описывая распятие Христа, упоминают о двух казнённых вместе с ним людях, называя их разбойниками или злодеями. Наиболее полный рассказ об этом приводится у евангелиста Луки:

Вели с Ним на смерть и двух злодеев. И когда пришли на место, называемое Лобное, там распяли Его и злодеев, одного по правую, а другого по левую сторону…

Один из повешенных злодеев злословил Его и говорил: «если Ты Христос, спаси Себя и нас».

Другой же, напротив, унимал его и говорил: «или ты не боишься Бога, когда и сам осужден на то же? и мы осуждены справедливо, потому что достойное по делам нашим приняли, а Он ничего худого не сделал». И сказал Иисусу: помяни меня, Господи, когда приидешь в Царствие Твое! И сказал ему Иисус: истинно говорю тебе, ныне же будешь со Мною в раю.
— Лк. 23:32-43
Напротив, в кратких рассказах об этом в Евангелиях от Матфея и Марка Иисуса поносили оба разбойника (Мф. 27:44, Мк. 15:32).
Покаявшийся разбойник получил в христианской традиции прозвище «Благоразумный» и, по преданию, первым вошёл в рай. Разбойник вспоминается в православных песнопениях Великой пятницы при чтении Двенадцати евангелий: «Разбойника благоразумнаго во едином часе раеви сподобил еси, Господи», а его слова на кресте стали началом великопостного последования изобразительных: «Помяни мя Господи, егда приидеши во Царствии Твоем».

#### Истолкование в христианстве
Разница между текстом евангелиста Луки и текстами остальных синоптиков объясняется тем, что сперва будущий Благоразумный разбойник также участвовал в хулении Христа, но затем покаялся.
Традиционно считается, что Благоразумный разбойник был первым спасённым человеком из всех уверовавших во Христа и был третьим обитателем рая из людей (после Еноха и Илии, взятых на небо живыми). История с попаданием в рай Благоразумного разбойника является не просто иллюстрацией раскаяния злодея. Она истолковывается церковью как готовность Бога даровать прощение умирающему даже в самый последний момент.
Наиболее подробно вопрос о благочестивом разбойнике был рассмотрен Иоанном Златоустом в его беседе «О кресте и разбойнике, и о втором пришествии Христа, и о непрестанной молитве за врагов». Святитель, изучая покаяние разбойника и церковное предание о том, что он первый вошёл в рай, делает следующие выводы:
- Христос, будучи распинаем, оскорбляем, оплёвываем, поносим, бесславим, совершает чудо — он переменил порочную душу разбойника;
- Величие души разбойника Златоуст выводит из сравнения его с апостолом Петром: «когда Петр отрекся долу, тогда разбойник исповедал горе». Святитель при этом, не порицая Петра, говорит, что ученик Христа не вынес угрозы ничтожной девушки, а разбойник, видя, как народ кричит, беснуется и хулит распятого Христа, не обратил на них внимания, но очами веры «познал Владыку небес»;
- Златоуст обращает внимание на то, что благочестивый разбойник, в отличие от других людей, «не видел ни воскрешаемого мертвеца, ни изгоняемых демонов, не видел повинующегося моря; Христос ничего не сказал ему ни о царстве, ни о геенне», но при этом он «исповедал Его прежде всех».

Иоанн Лествичник рассматривает пример Благоразумного разбойника как показатель возможности быстрых перемен в человеке: «Иуда был в соборе учеников Христовых, а разбойник — в числе убийц; но в одно мгновение произошла с ними чудная перемена».
Кроме того, данный прецедент лёг в основу католического понятия о крещении желанием (Baptismus Flaminis), которое толкуется следующим образом: если кто пожелал принять крещение, но не смог по непреодолимым обстоятельствам быть должным образом крещёным, он всё равно может быть спасён милостью Божией.
Святитель Феофан Затворник, характеризуя веру Благоразумного разбойника, пишет, что крест Благоразумного разбойника есть крест очищения себя от страстей, в то время, как Крест Господень — крест жертвы чистой и непорочной.
Вера благоразумного разбойника как образец для подражания всеми христианами является одной из древнейших в церковных проповедях (самая ранняя была написана не позднее 125 года святым Аристидом).
Святитель Игнатий (Брянчанинов) даёт этому следующее толкование:

Один из них злоречил и хулил Господа; другой признал себя достойным казни за злодеяния свои, а Господа страдальцем невинным. Внезапно самоукорение отверзло ему сердечные очи, и он в невинном страдальце-человеке увидел страждущего за человечество всесвятого Бога. Этого не видели ни ученые, ни священники, ни архиереи иудейские, несмотря на то, что почивали на Законе Божием и тщательно изучили его по букве. Разбойник делается Богословом, и пред лицом всех, признававших себя мудрыми и могущественными, насмехавшихся над Господом, исповедует Его, попирая своим святым мнением ошибочное мнение мудрых о себе и сильных собою. Разбойника-хулителя грех богохульства, тягчайший всех прочих грехов, низвел во ад, усугубил там для него вечную муку. Разбойника, пришедшего при посредстве искреннего самоосуждения к истинному Богопознанию, исповедание Искупителя, свойственное и возможное одним смиренным, ввело в рай. Тот же крест — у обоих разбойников! противоположные помышления, чувствования, слова были причиною противоположных последствий.

### Пророчества
Христиане считают, что пророчества о распятии Христа между двумя разбойниками сделал пророк Исаия в цикле своих пророчеств о пришествии Мессии:
- «Ему назначали гроб со злодеями, но Он погребен у богатого, потому что не сделал греха, и не было лжи в устах Его.» (Ис. 53:9)
- «Посему Я дам Ему часть между великими, и с сильными будет делить добычу, за то, что предал душу Свою на смерть, и к злодеям причтен был, тогда как Он понес на Себе грех многих и за преступников сделался ходатаем.» (Ис. 53:12)

Кроме того, рассказ Иоанна о распятии включает фразу: «Итак пришли воины, и у первого перебили голени, и у другого, распятого с Ним. Но, придя к Иисусу, как увидели Его уже умершим, не перебили у Него голеней» (Ин. 19:32-33), что является исполнением пророчества из Псалмов: «Он хранит все кости Его; ни одна из них не сокрушится» (Пс. 33:21).

### Апокрифические истории

#### Происхождение разбойников
В отличие от Евангелий, не сообщающих подробностей о людях, между которыми был распят Христос, апокрифическая литература содержит обширный набор преданий.
Арабское «Евангелие детства Спасителя» (VI века) сообщает, что Благоразумный разбойник воспрепятствовал своим товарищам напасть на Марию и Иосифа с младенцем во время Бегства в Египет. После этого Иисус произносит пророчество: «Распнут, о мати, Меня через тридцать лет иудеи в Иерусалиме, а два разбойника эти со Мной на одном кресте повешены будут: Тит — одесную, и ошую — Думах. На другой же день внидет передо Мною Тит в Царствие Небесное».
Апокриф «Слово о Крестном древе» включает описание происхождения двух разбойников: во время бегства в Египет Святое семейство в пустыне поселилось рядом с разбойником, у которого родилось два сына. Но его жена, имевшая только одну грудь, не могла вскормить их обоих. Помощь в кормлении ей оказала Дева Мария — она выкормила того ребёнка, который затем был распят по правую сторону от Христа и покаялся перед смертью:

И въздои Богородица отрочя разбойничее 6 дний другых. И оздравѣ жена разбойнича, а чадо разбойниче бысть добрѣ
— Слово о Крестном Древе
Распространённое предание о Таинственной капле рассказывает, что Святое Семейство было захвачено разбойниками в плен, и Мария, увидав умирающего младенца на руках у жены разбойника, взяла его, и лишь капля её молока коснулась его губ, он выздоровел.
«Слово о крестном древе» не сообщает имён этих разбойников, в отличие от «Евангелия от Никодима» , которое называет их Дижман — благоразумный разбойник, и Геста — хуливший Христа. Также в этом «Евангелии» содержится описание удивления ветхозаветных праведников, выведенных Христом из ада и увидевших разбойника, раньше их попавшего в рай. Автор апокрифа приводит следующий рассказ Дижмана:
…я разбойником был, злодейства всякие творя на земле. И пригвоздили меня евреи на крест вместе с Иисусом, и видел я все, что было содеяно крестом Господа Иисуса, на котором распяли Его евреи, и уверовал я, что Он — творец всего сущего и Царь всемогущий. И просил я у Него: «Помяни меня, Господи, во Царствии Твоем!» И тотчас приняв молитву мою, сказал мне Он: «Аминь, говорю тебе, сегодня ты будешь со Мною в раю». И дал Он мне знамение крестное, сказав: «Неси это, идя в рай».
В средневековом искусстве Благоразумный разбойник иногда изображается сопровождающим Иисуса во время Сошествия в ад, хотя такая трактовка не опирается ни на какие из сохранившихся текстов.

#### Крест Благоразумного разбойника
Существует апокрифическая версия происхождения древа для креста Благоразумного разбойника. Согласно легенде, Сиф получил от ангела не только ветвь от древа познания добра и зла, но и ещё одну, которую позднее зажёг на берегу Нила и которая долго горела огнём неугасимым. Когда же Лот согрешил со своими дочерьми, то Бог велел ему для искупления посадить три головни из того костра и поливать их, пока не вырастет большое дерево. Из этого дерева и был затем сделан крест благочестивого разбойника.
Сократ Схоластик сообщает сведения о судьбе двух крестов, принадлежавших разбойникам. По его данным, они были найдены равноапостольной Еленой во время её поисков Креста Господня. Раскопки на Голгофе позволили обнаружить практически три идентичных креста. Чтобы выяснить, какой именно принадлежал Иисусу, потребовалось чудо.
Крест Благоразумного разбойника, согласно традиционной версии, в 327 году был установлен императрицей Еленой на острове Кипр. В него была вложена частица Животворящего Креста и один из гвоздей, которыми было пронзено тело Христа. Об этом кресте сообщает преподобный Даниил в своём «Хождении игумена Даниила» (XII век):
Стоит же тот крест на воздух ничем не прикреплен к земле, но так, Духом Святым носим в воздухе. И тут я, недостойный, поклонился святыне той чудной, и видел глазами своими грешными Благодать Божию на месте том, и исходил тот остров как следует.
Даниил повторяет самую раннюю, сохранившуюся с 1106 года запись о монастыре Ставровуни, рассказывающую о кипарисовом кресте, поддерживаемом в воздухе Святым Духом. В 1426 году крест разбойника был похищен мамелюками, но спустя несколько лет, как гласит монастырское предание, был чудесным образом возвращён на прежнее место. Однако потом святыня пропала вновь и остаётся ненайденной до настоящего времени.
Небольшая частица креста Благоразумного разбойника хранится в римской базилике Санта-Кроче-ин-Джерусалемме. Её появление в Риме связывают с императрицей Еленой.

#### Крест Безумного разбойника
История материала для креста, на котором был распят Безумный разбойник, содержится в русском апокрифе «Слово о Крестном Древе» (XV—XVI века). Согласно ему, крест был сделан из дерева, посаженного Моисеем у горько-солёного источника Мерры (Исх. 15:23-25) из трёх сплетённых вместе ветвей дерева, принесённого из рая во время всемирного потопа. Во время раскопок святой Елены в Иерусалиме ей были найдены три креста «один — преблаженный, на котором висел Христос, а прочие, на которых распяты были и умерли два разбойника». Однако крест Безумного разбойника не был признан реликвией и его дальнейшая судьба неизвестна.

## Имена разбойников
Имена Благоразумного и Безумного разбойников известны из апокрифов, которые, впрочем, называют их по-разному:
- Дижман и Геста (Дисмас и Гестас)[13] («Евангелие от Никодима») — наиболее распространённая версия на западе.
- Дизмас и Гевьста («Слово о страданиях и крестной смерти Христа» по рукописям XVI—XVII веков)
- Благоразумный разбойник Рах (в надписях на православных иконах)
- Тит и Думах (арабское «Евангелие детства Спасителя»)
- Фесда-иерихонец и Дима-галилеянин (Ерминия Дионисия Фурноаграфиота)
- Араг и Геста (рукопись XVI века, библиотека новгородской Софии)
- Дижмон и Эста (лицевые подлинники, посвящённые страстям Господним)
- Благоразумный разбойник Варвар (в иконописных подлинниках XVI века). Так как его часто путали с одноимённым мучеником-разбойником времён Юлиана Отступника, происходившим из Фракии, часто он изображался во фракийских одеждах[20].
- Варах

### Благоразумный разбойник Дисмас
Дижман и Геста (в западной версии — Дисмас и Гестас (Dismas и Gestas)) — самая распространённая форма имён разбойников в католичестве. Имя «Дисмас» производят от греческого слова «закат» или «смерть». Варианты написания — Dysmas, Dimas и даже Dumas (Дюма).
День памяти святого Дисмаса отмечается 25 марта. В честь него назван город в Калифорнии — Сан-Димас. Святой Дисмас является покровителем заключённых, ему посвящены многие тюремные капеллы.

### Благоразумный разбойник Рах
«Рах» — имя разбойника, чаще всего встречающееся в православной иконописи. Отечественные исследователи не могут найти литературных источников происхождения этого имени. Возможно, эволюция имени Варвар—Варах—Рах. Икона с его изображением размещалась на северных алтарных дверях иконостаса.

## Иконография
Искусствоведы отмечают, что разбойники по сторонам Христа в сценах Распятия появились, начиная с V—VI веков (самым ранним из известных изображений является икона из монастыря Святой Екатерины, датируемая VI веком).
Благоразумный разбойник был распят с правой стороны от Христа (одесную), поэтому голову Спасителя часто пишут склонённой в эту сторону. Это указывает на его приятие раскаявшегося преступника. В русской иконописи наклонная перекладина под ногами Иисуса также обычно направлена вверх в сторону Благоразумного разбойника. Благоразумный разбойник писался обращённым лицом к Иисусу, а Безумный — с отвернувшейся головой или даже развёрнутым спиной.
Художники подчас подчёркивали различие между Иисусом и находящимся по обеим его сторонам разбойниками, а также разницу между двумя преступниками:
|           | Иисус Христос                                   | Разбойники                                            |
| --------- | ----------------------------------------------- | ----------------------------------------------------- |
| одежда    | набедренная повязка                             | перизома                                              |
| крест     | Животворящий крест, чёткие геометрические формы | некрасивые, дикие, изогнутые стволы, Т-образный крест |
| крепление | гвозди                                          | привязаны веревками                                   |
| руки      | прямые, вытянутые                               | связанные сзади креста                                |
| поза      | умиротворенная                                  | корчатся                                              |
| голени    | сохраняются в неприкосновенности                | перебиты воинами, которые размахивают молотами        |

Можно проследить и различия между двумя разбойниками, Благоразумным и Безумным: в первые века христианства, когда ещё сохранялась память об античном безбородом идеале мужской красоты, Благоразумный разбойник бороды не имел, а Безумный был бородатым. Но с развитием христианского мировоззрения борода становилась одним из немаловажных признаков образа Христа в человеке, и поэтому борода стала атрибутом положительных персонажей (Иисуса и Благоразумного разбойника), а третий казнённый превратился в безбородого.
В русской иконописи изображение Благоразумного разбойника, кроме традиционных композиций Распятия Христова, также помещается:
- в сцене сошествия во ад (связано с иллюстрацией апокрифических сказаний «Слово о вшествии Иоанна Предтечи во ад» и «О разбойнице, иже со Христом пострада»). Изображается сцена диалога Благочестивого разбойника с пророками Илией и Енохом у райских врат, охраняемых огненным херувимом;
- на северных дверях алтаря, ведущих в жертвенник. Разбойник изображается на белом фоне в окружении райских атрибутов (цветы, птицы, растительные побеги), что символически указывает на его пребывание в раю. В руки Благочестивому разбойнику традиционно помещают крест. В середине XIX века было распространено мнение, что помещение этого изображения на северных дверях алтаря является старообрядческой традицией, но это, вероятно, объясняется перемещением древних икон в старообрядческие церкви и моленные после реформ патриарха Никона.

## Почитание
Православная церковь почитает Благоразумного разбойника как пример истинного покаяния (см. подробнее раздел «Истолкование в христианстве»). Отдельного дня памяти в месяцеслове благоразумный разбойник не имеет. Его история нашла своё отражение в гимнографии (особо в песнопениях Великой пятницы; к наиболее известному относится светилен «Разбойника благоразумного во едином часе раеви сподобил еси…»), а слова разбойника, обращённые к Иисусу Христу, стали припевом к тропарям на блаженны. Также упоминание о Благоразумном разбойнике содержится в молитве, читаемой перед причащением, в которой покаяние разбойника и исповедание им Иисуса Христа противопоставляются предательству Иуды: «не бо врагом Твоим тайну повем, ни лобзания Ти дам, яко Иуда, но яко разбойник исповедаю Тя».

## Прочие тексты
- Аристид-философ. «Слово о благоразумном разбойнике» — первый по времени из известных памятников письменной церковной проповеди, сохранившихся до настоящего времени (не позже 125 г.)[26].
- Патриарх Феофил Александрийский (385—412) написал «Проповедь о Распятии и Благоразумном разбойнике», которая является классикой коптской литературы.
- Слово монаха Кирилла Туровского о снятии тела Христова с Креста и о Мироносицах:

Ныне же вижу тебя, как злодея, распятого меж двух разбойников и копьем пробитого в ребра — мертвого, и вот почему я в горести силы теряю!
- Генри Лонгфелло в своей «Золотой легенде»[28] описывает нападение этих двух разбойников на Святое Семейство во время Бегства в Египет, используя апокрифические мотивы.
- Эту же тему разрабатывает Николай Лесков во своём псевдо-апокрифе «Сошествие в ад»[29].
- «Таинственная капля» — духовная поэма Федора Глинки, посвященная спасению младенца-Благоразумного разбойника благодаря молоку Богородицы.

## Прочие сведения
- Согласно законодательству Украины, в исправительном учреждении должна быть церковь. Храм, построенный в Селидовской колонии строгого режима в Донецкой области, посвящён Благоразумному разбойнику[30].
- В деревне Анишино Тульской области построена часовня в честь Благоразумного разбойника[31].